# Mohamed Faragalla
Mohamed Faragalla (arab. محمد فرج الله; ur. 1 stycznia 1939 w Malakalu) – sudański bokser, olimpijczyk. 
W wadze półśredniej wystąpił na igrzyskach olimpijskich w Rzymie (1960). W 1/32 finału miał wolny los, jednak w 1/16 finału został znokautowany przez Brytyjczyka Jima Lloyda, późniejszego brązowego medalistę z tych igrzysk.